# Charlottengrube
Charlottengrube (także Charlottegrube) – niemiecki nazistowski podobóz Auschwitz-Birkenau, zlokalizowany w Rydułtowach.
Obóz znajdował się przy kopalni węgla kamiennego Charlotte, która należała do  koncernu Hermann Göring Werke. Więźniowie zostali umieszczeni w kilku małych obozach, które stanowiły jeden duży kompleks. Osadzonymi byli w zdecydowanej większości Żydzi, pochodzący z Węgier, Czech i Słowacji. Wszyscy oni mieszkali w murowanych barakach, wyposażonych w trzypiętrowe prycze. Skazani odbywali prace górnicze i zostali podzieleni na dwie grupy: pierwszą pracującą w szybach Leon I i Leon II oraz drugą działającą na powierzchni, przy sortowaniu i transporcie węgla. Część z drugiego zespołu zatrudniono też w kopalnianych warsztatach, a także przy budowie elektrowni Charlotte. Do pilnowania wszystkich więźniów zatrudniono 54 esesmanów pilnujących obozu, a także żołnierzy Wehrmachtu i Sturmabteilung, nadzorującą prace w kopalni.
W styczniu 1945 r. podjęto decyzję o pieszej ewakuacji więźniów do obozu Gross-Rosen. Po dwóch dniach marszu okazało się jednak, że drogi odwrotu zostały odcięte przez jednostki Armii Czerwonej, dlatego skierowano ich z powrotem do Rydułtów, po czym do Wodzisławia Śląskiego, skąd przewieziono koleją do obozu Mauthausen.